# Station Olkusz
Station Olkusz is een spoorwegstation in de Poolse plaats Olkusz.